# Pla de l'Alzina (Marfà)

El Pla de l'Alzina, respecte del terme de Castellcir

El Pla de l'Alzina és un pla de muntanya, antigament d'ús agrícola, del terme municipal de Castellcir, al Moianès. Pertany a l'enclavament de la Vall de Marfà.
És a llevant de la meitat, aproximadament, del Serrat dels Llamps, a la part meridional de l'enclavament de la Vall de Marfà. És el de més a llevant de tres plans successius que uneixen el Serrat dels Llamps amb Pujalt i el Serrat de la Descàrrega: més a ponent hi ha el Pla d'Olis i més lluny en la mateixa direcció el Pla dels Pins. A migdia del Pla de l'Alzina es troba la Font de Pujalt.
Travessa aquest pla el Camí de la Closella, que ressegueix la carena dels tres plans abans esmentats.

## Etimologia
Aquest pla rep aquest nom per la presència d'una imponent alzina que hi ha aproximadament al centre del pla.